# 弗魯穆沙尼鄉
44°18′N 26°20′E / 44.300°N 26.333°E
弗魯穆沙尼鄉（羅馬尼亞語：Comuna Frumușani, Călărași），是羅馬尼亞的鄉份，位於該國南部，由克勒拉希縣負責管轄，面積73平方公里，海拔高度59米，2007年人口4,522，人口密度每平方公里62人。